# 蘭格特河
47°15′05″N 7°49′35″E / 47.25128°N 7.82647°E

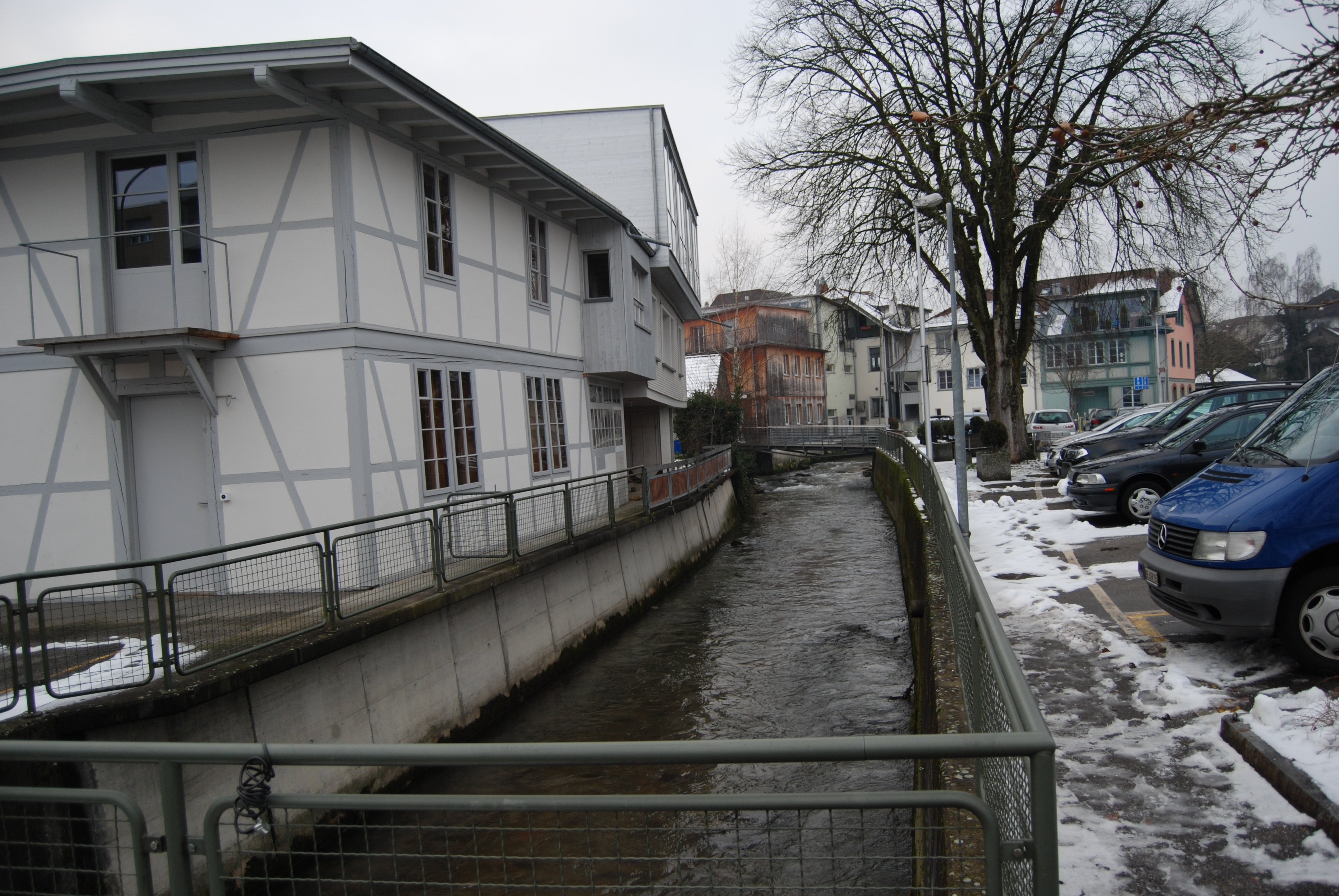

蘭格特河是瑞士的河流，位於該國中西部，流經伯恩州，屬於穆爾格河的左支流，河道全長31公里，流域面積131平方公里，發源自埃里斯維爾附近。